# لوكاس سيفيرينو

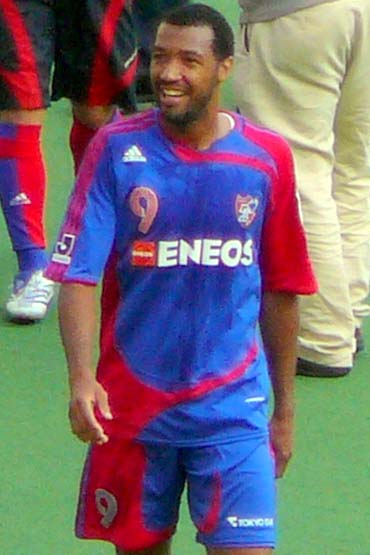
لوكاس سيفيرينو

لوكاس سيفيرينو (بالبرتغالية: Lucas Severino‏) ، من مواليد 3 يناير 1979 في ريبيراو بريتو في البرازيل ، لاعب كرة قدم برازيلي.
يلعب مع نادي إف سي طوكيو.

## روابط خارجية
- لوكاس سيفيرينو على موقع الاتحاد الدولي (مؤرشف)  (الإنجليزية)
- لوكاس سيفيرينو على موقع رابطة كرة القدم اليابانية للمحترفين (اليابانية)
- لوكاس سيفيرينو على موقع إي إس بي إن إف سي (الإنجليزية)
- لوكاس سيفيرينو على موقع قاعدة بيانات كرة القدم.إي يو (الإنجليزية)
- لوكاس سيفيرينو على موقع بيانات كرة القدم. دي إي (الألمانية)
- لوكاس سيفيرينو على موقع ليكيب (الفرنسية)
- لوكاس سيفيرينو على موقع Soccerway.com (الإنجليزية)
- لوكاس سيفيرينو على موقع عالم كرة القدم.نت (الإنجليزية)
- لوكاس سيفيرينو على موقع كووورة
- لوكاس سيفيرينو على موقع أوليمبيديا (الإنجليزية)